# 15 août 1967
Le mardi 15 août 1967 est le 227e jour de l'année 1967.

## Naissances
- Alan Henning (mort le 3 octobre 2014), travailleur humanitaire britannique
- Brahim Boutayeb, athlète marocain, coureur de demi-fond
- Christophe Capelle, coureur cycliste français
- Fatimah Tuggar, artiste plasticienne d'origine nigériane
- Frédéric Nihous, homme politique français
- Frédéric Poincelet, illustrateur français
- Gurmeet Ram Rahim Singh, chef spirituel indien
- Hélène Kaziendé, enseignante, journaliste et écrivaine nigérienne
- Peter Hermann, acteur américain
- Stéphane Heurteau, auteur de bandes dessinées et aquarelliste français
- Thomas Egger, homme politique suisse
- Tony Hand, joueur et entraîneur professionnel britannique de hockey sur glace

## Décès
- Manuel Prado Ugarteche (né le 21 avril 1889), ingénieur et homme d'État péruvien
- Pierre Baillargeon (né le 10 septembre 1916), Journaliste, poète et écrivain canadien
- René Magritte (né le 21 novembre 1898), peintre surréaliste belge

## Événements
- Création de l'administration du patrimoine du siège apostolique
- Les ministres du pétrole arabe décident de soumettre la question de la levée de l’embargo[pas clair] au sommet de Khartoum.